# 张家驹
张家驹（1914年1月31日—1974年3月18日），广东广州人，毕业于燕京大学，中国历史学家，专攻宋史研究，学术上首创宋代中国经济重心南移论，因出身和思想问题在文革中受到迫害。

## 生平
1914年农历正月初六，张家驹出生于广州高第街张府宅。张家驹的父亲张祥熙是广州的工商地主，在当时广州政经学界名望很高，与国民党中主张反共的西山派元老谢持和广东军阀陈济棠交好，母亲也是出自工商家庭，因此张家驹在1949年以后共产党建政后出身成分一直都不好。张家驹是家中第三子，从小随父亲混迹名流，培养琴棋书画等雅好，后来父母到马来亚芙蓉镇创办中学，带着二哥就读自办的学校，年幼的张家驹则留在广州由祖母代为照顾。1931年，张家驹毕业于广州培正中学，考入北平燕京大学历史系，当时历史系还只是一个小系，一届只有周一良、刘选民和张家驹三人，师从邓之诚、洪业、张星烺、顾颉刚和谭其骧。张家驹就读燕大期间，发表《宋代分路考》《南宋两浙之盐政》《宋室南渡后的南方都市》《中国社会中心的转移》《宋室南渡前夕的中国南方社会》等作品，以宋史和经济史为主要着力点。1935年，张家驹毕业于历史系，转入研究院攻读研究生，读了一年就因为家庭变故肄学。肄学之后曾经有大学请他教书，但是因校长下台未果，于是回乡在家里失业半年，迫于生计担当广东省长途电话管理委员会文书的工作，仅仅一年半之后就因为抗日战争爆发不得不辞职避居香港，任教培英中学香港分校。移居香港前与燕大校友杨淑英成婚，在香港育有一子。香港沦陷之后再度失业，回到广州希望能够赎回家产，后在叔父介绍下到日伪中山县警察局任科员，半年后辞职居家养病，适逢培英中学在澳门复校，于是到澳门复职，随着学校迁至尚未沦陷的韶关，战后随培英学校迁回广州并加入国民党。1947年，上海大中国图书局和亚光舆地学社联合聘请其为编辑，居家迁移上海，兼职粤东中学教员。1949年主编的《新世界地图图说》《中华人民共和国分省新图图说》出版，后因为上海大中国图书局和亚光舆地学社解散转任专职教员。1952年接受社会主义思想改造，坦承自己参加日伪警察局和国民党的问题，通过了政治审查。1954年2月，出任上海中等学校教师业余进修学院兼职教师，随着同年上海师范专科学校成立，张家驹也随即转调师院，任教期间重新开始宋史研究，并参与谭其骧《中国历史地图集》和《辞海》的编辑。1963年他在上海文汇报发表《论海瑞的评价不宜过高》批驳姚文元，文革开始后和魏建猷、程应鏐贴大字报参加革命，被革命群众痛击打倒、武斗示众，下放劳改，受尽折磨，儿子也因文革不幸亡故。1971年周恩来下令进行“二十史标点”，张家驹因此脱离改造，专门负责《宋史》标点工作。1973年因胃病恶化，住院治疗，切除部分胃部，次年在家中去世，初葬广州白云山，1985年徙葬苏州木渎。1978年9月，中共上海师院委员会为其平反。